# Kaledonské vrásnění

Lokality různých částí kaledonských/akádských horských pásem na konci kaledonského vrásnění (spodní devon). Pro orientaci jsou znázorněna dnešní pobřeží. Později během geologické historie se otevřel Atlantský oceán a jednotlivé části horského pásma se od sebe oddělily.

Kaledonské vrásnění probíhalo v období prvohor od svrchního kambria (asi 520 Ma) až po spodní devon (asi 400 Ma). Bylo způsobeno srážkou tehdejších kontinentů Laurentie, Baltiky a Avalonie.
Horská pásma vzniklá kaledonským vrásněním se nazývají kaledonidy. Leží po obou stranách Atlantského oceánu, který vznikl později a rozdělil je na dvě části. Na americké straně se nachází v pásu od Pensylvánie přes východní Kanadu až do Grónska. V Evropě sem patří hory na Britských ostrovech s výjimkou jižní Anglie, Skandinávské pohoří a Špicberky. Většina těchto pohoří získávala výšku i během pozdějších pohybů podle starých zlomů, jejich materiál se ale dostal na povrch v kaledonském období.
V širším smyslu se pojem kaledonské vrásnění a kaledonidy používá pro všechny horotvorné procesy, které jsou kaledonského stáří, i v jiných částech světa. Kaledonské stáří zahrnuje geologická období kambrium, ordovik, silur a spodní devon. Starší útvary jsou prekambrického stáří, mladší mohou být hercynského nebo alpinského stáří.